# Калининская железная дорога
Калининская железная дорога — железная дорога, существовавшая в СССР в 1936—1961 годах.
Железная дорога была сформирована 1 июля 1936 года при разделении Московско-Белорусско-Балтийской железной дороги на Западную и Калининскую. В 1943 году к дороге присоединён участок Поварово — Манихино-1 — Кубинка. Протяжённость дороги на 1952 год составляла 2064 км. 15 мая 1953 года объединена с Западной железной дорогой, 14 июля 1959 года — с Московско-Киевской железной дорогой. Управление дороги находилось до 1953 года во Ржеве (Ленинградское шоссе, д. 27), а затем в Смоленске.
Ликвидирована 9 мая 1961 года на основании Постановления Совета Министров СССР № 406 от 6 мая 1961 года и приказа МПС СССР № 95Ц от 9 мая 1961 года: Ржевское и Великолукское отделения включены в состав Октябрьской ж/д, а Смоленское, Вяземское, Калужское и Брянское — в состав Московской.

## Характеристика
Важнейшее звено транспортных магистралей, связывающих северо-запад страны (Ленинград, Карело-Финскую ССР, Калининскую обл.) с Украиной и Белоруссией и Латвийскую ССР (Ригу, Лиепая, Вентспилс) с центром, Севером, Уралом, Сибирью и Поволжьем. Участки Дно — Новосокольники — Невель и Сычёвка — Ржев — Торжок — Лихославль составляют части направлений, ведущих из Донбасса (через Льгов — Брянск — Вязьму — Ржев и Брянск — Смоленск — Витебск) в Ленинград и были до войны главными маршрутами перевозки донецкого топлива на северо-запад. Через Оршу на дновское направление поступает поток кавказской нефти, переваливаемой на железной дороге через Одесский порт. В обратных направлениях этих линий крупнейшим грузом является лес для южных районов. Линия Москва — Ржев — Великие Луки — Себеж является главным направлением, связывающим центральные и поволжские районы с Латвийской ССР. Линия Бежецк — Бологое — Дно ведёт из Прибалтики в районы Верхней Волги, Урала и Сибири. С вхождением Латвии в состав Союза ССР эти линии приобрели значение важных транзитных магистралей. Соединяющая названные магистрали линия Бологое — Соблаго — Великие Луки — Невель является частью направления, идущего с Урала и Верхней Волги через Полоцк — Молодечно — Белосток на Варшаву.
Калининская железная дорога проходила до 1953 года в основном в пределах Калининской обл. и частично Новгородской и Московской областей. В районе дороги значительные лесные массивы, на базе которых развита промышленность переработки древесины. Сельское хозяйство района специализировалось на льне, молочном животноводстве, овощах и картофеле. В ряде пунктов была развита промышленность обработки льноволокна, значительна заготовка и обработка строительных материалов минерального происхождения. В перевозочной работе дороги до Отечественной войны преобладал транзит. Преобладающие грузы в погрузке: лес, дрова, минеральные строительные материалы.
В 1939 году в Наркомате путей сообщения было утверждено строительство второго пути дороги на участке от Москвы до Гучково. Также по плану третьей пятилетки планировалось строительство электродепо в Нахабино к 1943 году. Но планы разрушила война. Район дороги был местом длительных боев; многие объекты Калининской железной дороги были разрушены при обороне Москвы; их восстановление началось уже в конце зимы 1942 года, а первый электропоезд (из двух моторвагонных секций «Сд») Виктором Антоновичем Ясюковичем и Алексеем Корнеевичем Снетковым был проведён от Ржевского (Рижского) вокзала до Нахабино 5 марта 1945 года, за 1 час 10 минут — в сутки курсировало 17 пар поездов, причём один рейс миновал вокзал в сторону Каланчевской до Люблино. К 1959 году железная дорога была электрифицирована до станции Волоколамск; в 1956 году была электрифицирована ветка Нахабино — Павловская Слобода, построенная ещё в 1924 году для нужд артиллерийского склада и позже использовавшаяся и для перевозки пассажиров (в 1927 году уже существовало беспересадочное движение поездов от вокзала в Москве). Двухколейным только в 1961 году стал участок от Москвы до Гучково.

## Границы
Калининская железная дорога граничила:
- С Ярославской железной дорогой: по станции Бежецк исключительно;
- С Латвийской железной дорогой: по станции Зилупе исключительно;
- С Западной железной дорогой: по станциям Невель I, Невель II, Сычевка, Идрица включительно;
- С Ленинградской железной дорогой: по станциям Идрица, Старая Русса включительно;
- С Октябрьской железной дорогой: по станции Бологое I исключительно.

## Отделения
На 1 января 1953 года в состав Калининской железной дороги входили 4 отделения:
- НОД-1 Московское (ст. Москва-Рижская)
- НОД-2 Ржевское (ст. Ржев-Балтийский)
- НОД-3 Великолукское (ст. Великие Луки)
- НОД-4 Медведевское (ст. Медведево)

В 1947—1951 годах существовало ещё и Новосокольническое отделение (НОД-5; ст. Новосокольники).
После объединения с Западной железной дорогой количество отделений выросло до 9:
- НОД-1 Московско-Смоленское (ст. Москва-Смоленская)
- НОД-2 Вяземское (ст. Вязьма)
- НОД-3 Смоленское (ст. Смоленск)
- НОД-4 Оршинское (ст. Орша)
- НОД-5 Витебское (ст. Витебск)
- НОД-6 Московско-Рижское (ст. Москва-Рижская)
- НОД-7 Ржевское (ст. Ржев-Балтийский)
- НОД-8 Великолукское (ст. Великие Луки)
- НОД-9 Медведевское (ст. Медведево)